# Liste der Kulturdenkmale in Hosterwitz
Die Liste der Kulturdenkmale in Hosterwitz umfasst jegliche Kulturdenkmale der Dresdner Gemarkung Hosterwitz. Die Gemarkung Hosterwitz liegt komplett im Denkmalschutzgebiet Elbhänge (in Kraft gesetzt am 28. März 1997).
Die Anmerkungen sind zu beachten.

## Legende
- Bild: Bild des Kulturdenkmals, ggf. zusätzlich mit einem Link zu weiteren Fotos des Kulturdenkmals im Medienarchiv Wikimedia Commons. Wenn man auf das Kamerasymbol klickt, können Fotos zu Kulturdenkmalen aus dieser Liste hochgeladen werden:
- Bezeichnung: Denkmalgeschützte Objekte und ggf. Bauwerksname des Kulturdenkmals
- Lage: Straßenname und Hausnummer oder Flurstücknummer des Kulturdenkmals. Die Grundsortierung der Liste erfolgt nach dieser Adresse. Der Link (Karte) führt zu verschiedenen Kartendiensten mit der Position des Kulturdenkmals. Fehlt dieser Link, wurden die Koordinaten noch nicht eingetragen. Sind diese bekannt, können sie über ein Tool mit einer Kartenansicht einfach nachgetragen werden. In dieser Kartenansicht sind Kulturdenkmale ohne Koordinaten mit einem roten bzw. orangen Marker dargestellt und können durch Verschieben auf die richtige Position in der Karte mit Koordinaten versehen werden. Kulturdenkmale ohne Bild sind an einem blauen bzw. roten Marker erkennbar.
- Datierung: Baubeginn, Fertigstellung, Datum der Erstnennung oder grobe zeitliche Einordnung entsprechend des Eintrags in der sächsischen Denkmaldatenbank
- Beschreibung: Kurzcharakteristik des Kulturdenkmals entsprechend des Eintrags in der sächsischen Denkmaldatenbank, ggf. ergänzt durch die dort nur selten veröffentlichten Erfassungstexte oder zusätzliche Informationen
- ID: Vom Landesamt für Denkmalpflege Sachsen vergebene, das Kulturdenkmal eindeutig identifizierende Objekt-Nummer. Der Link führt zum PDF-Denkmaldokument des Landesamtes für Denkmalpflege Sachsen. Bei ehemaligen Kulturdenkmalen können die Objektnummern unbekannt sein und deshalb fehlen bzw. die Links von aus der Datenbank entfernten Objektnummern ins Leere führen. Ein ggf. vorhandenes Icon  führt zu den Angaben des Kulturdenkmals bei Wikidata.

## Liste der Kulturdenkmale in Hosterwitz
| Bild                                    | Bezeichnung | Lage                                   | Datierung | Beschreibung | ID       |
| --------------------------------------- | --- | -------------------------------------- | --- | --- | -------- |
| Direkt Bild zu diesem Denkmal hochladen | Denkmalschutzgebiet Elbhänge                                                                                            | (Karte)                                | | von ortsbildprägender, landschaftsgestaltender Bedeutung und damit von indifikationsbildender Wirkung | 09305812 |
|                                         | Papstschlösschen | Am Keppschloß 9 (Karte)                | 1801 (Gartenhaus) | Gartenhaus/Lusthaus (ehem.); zum Keppschloss gehörend, ursprünglich als Billardsalon und Kegelhäuschen genutzt, heute Wohngebäude, baugeschichtlich, ortsgeschichtlich und personengeschichtlich bedeutend (siehe auch Dresdner Straße 89–95, 97 und Herbert-Barthel-Straße 1, 2). | 09211101 |
| Weitere Bilder                          | Keppschloss | Am Keppschloß 27 (Karte)               | 1850 (Schloss) | Schloss, Grundstück und Einfriedung (Am Keppschloß 27) sowie Torhaus (Dresdner Straße 97); Schloss als langgestreckter, zweieinhalbgeschossiger Putzbau mit drei kurzen Flügeln, die in asymmetrischer Anordnung je einen Turmbau besitzen, nach Sanierung 2004–2006 Turmbauten wieder mit den charakteristischen Zinnenkränzen, Anlage baugeschichtlich und künstlerisch sowie ortsbildprägend und ortsgeschichtlich bedeutend, insgesamt auch noch landschaftsgestaltend von Belang, zudem eines der Wahrzeichen des Dresdner Elbhanges (siehe auch Am Keppschloß 9, Herbert-Barthel-Straße 1, 2 und Dresdner Straße 89–95). | 09211102 |
| Weitere Bilder                          | Maria am Wege | Dresdner Straße (Karte)                | 1876–1877 (Wegekapelle), 19. Jh. (Triumphkreuzgruppe), Anfang 20. Jh. (Kruzifix)                                            | Kapelle mit Ausstattung und Einfriedung/Stützmauer; früher zum Sommersitz des Prinzen und späteren Königs Georg gehörig, kleiner, zeittypischer, neogotischer Bau, baugeschichtlich und künstlerisch sowie landesgeschichtlich bedeutend (Erinnerungswert an Wettiner). | 09211126 |
| Weitere Bilder                          | Landhaus in offener Bebauung mit Toranlage                                                                              | Dresdner Straße 13 (Karte)             | 1847–1848 (Wohnhaus) | markanter Bau im Schweizerhausstil, die Toranlage unmittelbar an der Straße recht aufwändig, Anwesen baugeschichtlich und ortsentwicklungsgeschichtlich bedeutend. | 09211099 |
| Weitere Bilder                          | Neuer Friedhof | Dresdner Straße 20 (Karte)             | 1870 (Friedhofskapelle), nach 1871 (Kriegerdenkmal Deutsch-Franz. Krieg)                                                    | Hosterwitzer Friedhof mit Grabanlagen, Kapelle, Kriegerdenkmal, Allee und Einfriedung; Gräber ortsgeschichtlich von Belang, darüber hinaus für ihre Zeit typisch oder personengeschichtlich wichtig, gotisierende Kapelle architektonisch markant, baugeschichtlich, ortsgeschichtlich und personengeschichtlich bedeutend. | 09211097 |
|                                         | Wohnhaus in Ecklage und offener Bebauung mit Einfriedung                                                                | Dresdner Straße 36 (Karte)             | 1850 (Wohnhaus) | markanter Bau seiner Zeit mit Krüppelwalmdach und Holzveranda, baugeschichtlich bedeutend. | 09216782 |
|                                         | Wohnhaus mit Einfriedung in offener Bebauung                                                                            | Dresdner Straße 37 (Karte)             | 1927 (Wohnhaus), 1936–1937 (Einfriedung)                                                                                    | Blockhaus der Firma Christoph & Unmack aus Niesky, charakteristisches Holzhaus der 1920er Jahre, weitestgehend original erhalten, baugeschichtlich bedeutend. | 09300846 |
| Weitere Bilder                          | Gedenkstätte Carl Maria von Weber                                                                                       | Dresdner Straße 44 (Karte)             | 1661–1663 Dendro (Erstbau)                                                                                                  | Wohnhaus mit Nebengebäude, Garten, Einfriedung und Toranlage; charakteristischer, ländlich geprägter Bau seiner Zeit, auffällig die Dächer, belebt von Klappläden und Sprossenfenstern, weitestgehend authentisch, Sommerwohnung Carl Maria von Webers, baugeschichtlich bedeutend, zudem ortsgeschichtlich, personengeschichtlich (Erinnerungswert) und ortsbildprägend von Bedeutung. | 09211107 |
|                                         | Wohnhaus, Nebengebäude, Pforte und Einfriedung                                                                          | Dresdner Straße 54 (Karte)             | 1851 (Wohnhaus) | ersteres mit hölzernem Anbau, gusseisernem Balkon, axialer Gliederung und Krüppelwalmdach, wohl Bau aus der Zeit des Biedermeier, im Historismus straßenseitige Fassade geschmückt, baugeschichtlich bedeutend. | 09216785 |
|                                         | Villa, Pavillon, Einfriedung, Plastik und Garten                                                                        | Dresdner Straße 66 (Karte)             | 2. H. 19. Jh. (Villa); 1905 (Gartenpavillon)                                                                                | ehem. Wohnsitz des Meißner Bischofs, davor Landgut Familie Brockhaus, bemerkenswertes Anwesen, das Wohngebäude mit anspruchsvoller historisierender Gestaltung, dabei die Gartenfront durch mittigen Balkon akzentuiert, das Gartenhaus von Schumacher elegantes Beispiel der Reformarchitektur nach 1900, Garten belebt durch Plastiken und Vase, Wegeführung inszeniert Gartenhaus, gesamte Anlage baugeschichtlich und künstlerisch bedeutend sowie singulär. | 09211537 |
|                                         | Wohnhaus mit Nebengebäude und Gartenlaube in offener Bebauung                                                           | Dresdner Straße 71 (Karte)             | um 1873 (Wohnhaus) | Fassade des Wohnhauses mit Weinspalier, baugeschichtlich bedeutend. Gegenüber dem bis 1870 angelegten Neuen Friedhof Hosterwitz ließ um 1873 Friedrich August Hauke das freistehende, eingeschossige Wohnhaus mit Drempel und biberschwanzgedecktem Satteldach errichten. Dem Putzbau, dessen Fassaden ortstypisch mit Weinspalieren geschmückt sind, kommt aufgrund seines weitestgehend bauzeitlich erhaltenen Zustands inklusive Nebengebäude baugeschichtliche Bedeutung zu. Gestaltprägend wirken die mit Faschen abgesetzten Wandöffnungen, die zweiflügeligen Fenster mit Oberlicht und Läden sowie die verzierten Pfettenenden. | 09211098 |
|                                         | Begrenzungsmauern, zusammen mit Herbert-Barthel-Straße 1, 2                                                             | Dresdner Straße 89; 91; 93; 95 (Karte) | 18. Jh. (Mauer) | Begrenzungsmauern; ehemals Teil des Keppschloßgrundstückes, ortsbildprägend (siehe auch Am Keppschloß 9, Herbert-Barthel-Straße 1, 2 und Dresdner Straße 97). | 09211100 |
| Weitere Bilder                          | Keppschloss | Dresdner Straße 97 (Karte)             | 1850 (Schloss) | Schloss, Grundstück und Einfriedung (Am Keppschloß 27) sowie Torhaus (Dresdner Straße 97); Schloss als langgestreckter, zweieinhalbgeschossiger Putzbau mit drei kurzen Flügeln, die in asymmetrischer Anordnung je einen Turmbau besitzen, nach Sanierung 2004–2006 Turmbauten wieder mit den charakteristischen Zinnenkränzen, Anlage baugeschichtlich und künstlerisch sowie ortsbildprägend und ortsgeschichtlich bedeutend, insgesamt auch noch landschaftsgestaltend von Belang, zudem eines der Wahrzeichen des Dresdner Elbhanges (siehe auch Am Keppschloß 9, Herbert-Barthel-Straße 1, 2 und Dresdner Straße 89–95). | 09211102 |
| Weitere Bilder                          | Wohnhaus in offener Bebauung                                                                                            | Dresdner Straße 101 (Karte)            | 2. V. 19. Jh. (Wohnhaus) | Wohn- und Wirkungsstätte der Glaskünstler Leopold und Rudolf Blaschka, das mit Krüppelwalmdach bedeckte Gebäude ein charakteristischer Bau der Biedermeierzeit des frühen 19. Jahrhunderts, personengeschichtlich und baugeschichtlich bedeutend. | 09210264 |
|                                         | Wohnhaus in Ecklage und offener Bebauung                                                                                | Dresdner Straße 117 (Karte)            | 1. Drittel 18. Jh. (Wohnhaus)                                                                                               | Fassade des Hauses mit Weinspalier, charakteristischer ländlicher Bau des ersten Drittels des 18. Jahrhunderts, baugeschichtlich bedeutend. | 09211112 |
|                                         | Villa mit Nebengebäude (Garagen), Garten und Einfriedung                                                                | Dresdner Straße 133 (Karte)            | 2. H. 19. Jh. (Villa) | charakteristischer Bau aus der Mitte des 19. Jahrhunderts, 1922/1923 umgebaut und mit expressionistischem Bauschmuck bereichert, baugeschichtlich bedeutend. | 09211114 |
|                                         | Villa und Villengarten mit Gartenterrasse                                                                               | Dresdner Straße 135 (Karte)            | 1910–1911 (Villa), 1910er Jahre (Villengarten/Landhausgarten)                                                               | ausgesprochen repräsentatives Ensemble aus Villa und Villengarten aus der ersten Hälfte des 20. Jahrhunderts, auffällig das hohe, weithin sichtbare Dach, Akzentuierung durch straßenseitigen Turmanbau, baugeschichtlich und künstlerisch bedeutend. | 09211110 |
| Weitere Bilder                          | Königliche Sommervilla (ehem.)                                                                                          | Dresdner Straße 145; 147; 149 (Karte)  | 1836 (Villa), 1865 (Nebengebäude), 1893 (Wirtschaftsgebäude)                                                                | Villa mit Wirtschaftsgebäude, Nebengebäude, Garten (auf dem Flurstück 52/1) und Einfriedung; erstere charakteristischer klassizistischer Bau, die anderen Häuser jünger, Wohnstätte von Prinz Georg, Herzog von Sachsen, 1902–1904 König des Landes, Anlage baugeschichtlich und landesgeschichtlich bedeutend, zudem ortsbildprägend. | 09211109 |
|                                         | Wohnhaus in offener Bebauung                                                                                            | Eichbuschweg 2 (Karte)                 | 1927 (Wohnhaus) | Wohnhaus in offener Bebauung; traditioneller Bau der 1920er Jahre, baugeschichtlich bedeutend. | 09211127 |
| Weitere Bilder                          | Villa Eichbuschweg | Eichbuschweg 7 (Karte)                 | 1875/1880 (Villa) | heute Kinderheim, eindrucksvoller Bau der Dresdner Schule mit symmetrischem Aufriss zur Straßenseite, in Anlehnung an die italienische Renaissance, nach Süden offene Loggia, Fassaden mit reichem, akzentuierendem Schmuck, weithin sichtbar, da er umgebende Bebauung überragt, eines der früher wenigen Solitärgebäude der Gegend, welche als Sommerfrischen neben der Schlossanlage Pillnitz und den Dorflkernen das Ortsbild prägten, baugeschichtlich, künstlerisch und städtebaulich bedeutend. | 09211111 |
|                                         | Begrenzungsmauern, zus. mit Dresdner Straße 89–95                                                                       | Herbert-Barthel-Straße 1; 2 (Karte)    | 18. Jh., Mauer (Einfriedung)                                                                                                | ehemals Teil des Keppschloßgrundstückes, ortsbildprägend (siehe auch Am Keppschloß 9, und Dresdner Straße 89–95, 97) | 09210263 |
|                                         | Villa | Hohe Leite 5 (Karte)                   | um 1900 (Villa) | beeindruckender und gestalterisch anspruchsvoller Bau um 1900 mit malerischer und zugleich versachlichter Fassadengestaltung, auffällig der angebaute Eckturm mit Haube, baugeschichtlich und künstlerisch bedeutend. | 09211104 |
|                                         | Villa | Hohe Leite 7 (Karte)                   | um 1910 (Villa) | typischer Bau der Reformarchitektur mit versachlichter, aber ausgewogener Fassadengestaltung, baugeschichtlich von Belang, als Teil der Elbhänge zwischen Loschwitz und Pillnitz auch landschaftsgestaltend bedeutend. | 09211105 |
|                                         | Keppgrundschlösschen | Keppgrund 1 (Karte)                    | 1812 lt. Chronik (Gasthaus), im Jahr 1812 bis zum Jahr 1960                                                                 | Gasthaus (ehem.); markantes Gebäude mit Fachwerkobergeschoss und Dacherker, ortsgeschichtlich bedeutend und ortsbildprägend, zudem baugeschichtlich von Belang (Zeugniswert Volksbauweise). | 09211103 |
|                                         | Alte Schule | Kirchgasse 4 (Karte)                   | 1865 (Kirchschule) | Schulhaus, Nebengebäude und Einfriedung; charakteristisches und weitestgehend original erhaltenes Schulgebäude seiner Zeit, bildet zudem einzigartiges Ensemble mit der Hosterwitzer Dorfkirche und dem ebenfalls nahe gelegenen Pfarrhaus, baugeschichtlich und ortsgeschichtlich sowie landschaftsgestaltend von Belang. | 09211122 |
|                                         | Wohnhaus in offener Bebauung                                                                                            | Kirchgasse 5 (Karte)                   | 1. H. 19. Jh. (Wohnhaus) | bildet einzigartiges Ensemble mit der Hosterwitzer Dorfkirche und den ebenfalls nahe gelegenen Gebäuden der Schule und Pfarre, ortsgeschichtlich und baugeschichtlich bedeutend. | 09211121 |
|                                         | Pfarrhaus mit Verwaltungs-, Unterrichts- und Wohnräumen                                                                 | Kirchgasse 6 (Karte)                   | bezeichnet 1882 (Pfarrhaus)                                                                                                 | bildet einzigartiges Ensemble mit der Hosterwitzer Dorfkirche und dem ebenfalls nahe gelegenen Gebäude der Schule, ortsgeschichtlich bedeutend. | 09211120 |
| Weitere Bilder                          | Kirche und Kirchhof Hosterwitz (Sachgesamtheit)                                                                         | Kirchgasse 7 (Karte)                   | um 1500 (Kirchhof) | Sachgesamtheit Kirche und Kirchhof Hosterwitz, mit folgenden Einzeldenkmalen: Kirche Maria am Wasser (siehe Einzeldenkmaldokument 09211118, gleiche Anschrift), denkmalwerte Grabstätten und Einfriedungsmauer einschließlich zwei Eingängen und Holztoren (siehe Einzeldenkmaldokument 09213753, gleiche Anschrift) sowie Fläche der Anlage als Sachgesamtheitsteil; Kirche und Kirchhof in ihrer gewachsenen funktionellen und gestalterischen Einheit, ovalförmig angelegt, Blickbeziehungen zum Borsberg und zur Elbe, einer der ältesten und charakteristischsten Friedhöfe auf dem Stadtgebiet von Dresden, künstlerisch, landschaftsgestaltend, ortsgeschichtlich und personengeschichtlich bedeutend.                                                                       | 09305720 |
| Weitere Bilder                          | Einzeldenkmal der Sachgesamtheit Kirche und Kirchhof Hosterwitz: Kirche Maria am Wasser; Kirche und Kirchhof Hosterwitz | Kirchgasse 7 (Karte)                   | 1497–1500 (Kirche), 1664 (Predella), 1774 (Kanzelaltar), bezeichnet 1930 (Kanzelaltar), 1641, für Rosina Rüdinger (Epitaph) | Einzeldenkmal der Sachgesamtheit Kirche und Kirchhof Hosterwitz (siehe Sachgesamtheitsdokument 09305720): Kirche, dazu Ausstattung; aus dem späten 15. Jahrhundert, in ihrer heutigen Form als Saalbau mit Dachreiter und polygonalem Schluss zumeist auf Umbau von 1774 zurückgehend, baugeschichtlich und künstlerisch (Zeugnis der Kirchenbaukunst des 15. und 18. Jahrhunderts) sowie ortsgeschichtlich bedeutend, zudem ortsbildprägend, auch wichtiges landschaftsgestaltendes Element. | 09211118 |
| Weitere Bilder                          | Einzeldenkmale der Sachgesamtheit Kirche und Kirchhof Hosterwitz: denkmalwerte Grabstätten                              | Kirchgasse 7 (Karte)                   | bedeutend 18. /19. Jahrhundert (Grabmal)                                                                                    | Einzeldenkmale der Sachgesamtheit Kirche und Kirchhof Hosterwitz (siehe Sachgesamtheitsdokument 09305720, gleiche Anschrift): denkmalwerte Grabstätten sowie Einfriedungsmauer einschließlich zwei Eingängen und Holztoren; Teile eines der ältesten und charakteristischsten Friedhöfe auf dem Stadtgebiet von Dresden, künstlerisch, landschaftsgestaltend, ortsgeschichtlich und personengeschichtlich. | 09213753 |
|                                         | Wohnhaus in offener Bebauung                                                                                            | Kirchgasse 9 (Karte)                   | 1846/1855 (Wohnhaus) | charakteristisches und weitestgehend original erhaltenes Gebäude seiner Zeit, bildet zudem einzigartiges Ensemble mit der Hosterwitzer Dorfkirche und den ebenfalls nahe gelegenen Gebäuden der Pfarre und der Schule, baugeschichtlich und ortsgeschichtlich von Belang. | 09211119 |
|                                         | Gemeindewasserwerk | Laubegaster Straße (Karte)             | 1904–1905 (Brunnenhaus) | Pumpstation mit Bohrbrunnen; anderthalbgeschossiger Bau über oktogonalem Grundriss, Zeugnis für die Wasserversorgung von Hosterwitz Anfang des 20. Jahrhunderts, ortsgeschichtlich, technikgeschichtlich und wirtschaftsgeschichtlich bedeutend. | 09211115 |
| Weitere Bilder                          | Denkmal für Gefallene des 1. Weltkrieges                                                                                | Laubegaster Straße (Karte)             | 1933–1934 (Kriegerdenkmal)                                                                                                  | ortsgeschichtlich von Bedeutung. Im November 1932 beschloss der Gemeinderat Hosterwitz nach mehreren, an Inflation und Standortdiskussionen gescheiterten Versuchen ein Denkmal für die Gefallenen des 1. Weltkriegs auf dem am Keppbach liegenden Gemeindeland an der Laubegaster Straße zu errichten. | 09211116 |
|                                         | Plantagengut (ehem.) | Laubegaster Straße 2 (Karte)           | bezeichnet 1689 (Gut) | Villa, Wirtschaftsgebäude und Torbogen mit Wappenstein (1689); baugeschichtlich und ortsgeschichtlich bedeutend. | 09211117 |
|                                         | Marienhof | Laubegaster Straße 5; 7 (Karte)        | um 1840 (Wohnhaus) | Ländliches Anwesen aus zwei freistehenden Rechteckbauten mit Satteldächern; das nördlich gelegene Gebäude mit klassizistisch gestaltetem Giebel, ortsgeschichtlich bedeutend, mit den architektonischen Details als wichtiges bauliches Zeugnis aus der ersten Hälfte des 19. Jahrhunderts baugeschichtlich bedeutend (dokumentarischer Wert). | 09216783 |
|                                         | Wohnhaus mit Seitengebäude (Stein mit Inschrift)                                                                        | Laubegaster Straße 10 (Karte)          | bezeichnet 1780, später umgebaut (Wohnhaus)                                                                                 | Wohnhaus mit Seitengebäude (Stein mit Inschrift); ortsgeschichtlich und baugeschichtlich bedeutend. | 09216784 |
| Direkt Bild zu diesem Denkmal hochladen | Wohnhaus mit seitlichem Anbau in offener Bebauung                                                                       | Laubegaster Straße 15 (Karte)          | bezeichnet 1863 (Wohnhaus)                                                                                                  | zeittypischer landhausartiger Bau aus der Mitte des 19. Jahrhunderts, im Inneren ein Großteil der originalen wandfesten Ausstattung noch erhalten, vor allem baugeschichtlich bedeutend, als Wohnhaus des Hosterwitzer Baumeisters Beeger auch personengeschichtlich von Belang. | 09306517 |
|                                         | Villa mit Anbauten | Maille-Bahn 2 (Karte)                  | ab 1854 (Villa) | Anlage über U-förmigem Grundriss, elbseitiger Kernbau im Stil toskanischer Landhäuser, um die Mitte des 19. Jahrhunderts als Sommersitz für Karl Heinrich von Einsiedel, Königlich-Sächsischer Generalmajor, errichtet, 1913 Neubau des nordwestlichen Flügels anstelle des abgebrochenen Vorgängerbaues, möglicherweise unter Verwendung älterer Bauteile, innen aufwendige Ausstattung mit Stuckdekor, Wandfassungen, Türen usw., eines der früher wenigen Solitärgebäude der Gegend, welche als Sommerfrischen neben der Schlossanlage Pillnitz und den Dorflkernen das Ortsbild prägten, baugeschichtlich, personengeschichtlich, städtebaulich sowie künstlerisch bedeutend.                                                                                                   | 09211123 |
|                                         | Nebengebäude | Maille-Bahn 6 (Karte)                  | 1870 (Nebengebäude) | markanter späthistoristischer Bau, einer der aufwändigsten seiner Art in Dresden, bemerkenswert die Gediegenheit der Ausführung mit Sandsteinquadern und exzellent durchgearbeiteten Details (Kopfbänder, Pfettenenden, Gewände, Wandanker mit Verzierung usw.), baugeschichtlich bedeutend. | 09301145 |
|                                         | Villa Fabrice | Maille-Bahn 8 (Karte)                  | um 1870 (Villa) | Villa, parkartiger Garten und Einfriedung sowie Stützmauer (zur Elbseite Substruktion mit Geländer); Wohnstätte zweier sächsischer Adelsgeschlechter, von Watzdorf und von Fabrice, gestalterisch anspruchsvolles Anwesen, Villengebäude vor allem historisierend, eines der früher wenigen Solitärgebäude der Gegend, welche als Sommerfrischen neben der Schlossanlage Pillnitz und den Dorflkernen das Ortsbild prägten, baugeschichtlich, personengeschichtlich, künstlerisch sowie landschaftsgestaltend bedeutend | 09211124 |
|                                         | Wohnhaus in offener Bebauung                                                                                            | Pillnitzer Landstraße 298 (Karte)      | um 1930 (Wohnhaus) | Holzhaus der Firma Christoph & Unmack aus Niesky, bemerkenswertes Beispiel eines Fertigteilhauses aus der Zeit um 1930, baugeschichtlich bedeutend, auch künstlerisch von Belang, da es gestalterisch anspruchsvoll ist und mit großer Wahrscheinlichkeit von einem namhaften Architekten entworfen wurde. | 09304574 |
|                                         | Mietshaus mit Holzloggien in offener Bebauung                                                                           | Pillnitzer Landstraße 309 (Karte)      | 1905–1906 (Mietshaus) | baugeschichtlich und ortsgeschichtlich von Bedeutung. Spätestens 1907 datiert die Fertigstellung des freistehenden, zweigeschossigen Mietshauses Pillnitzer Landstraße 309. | 09211125 |
|                                         | Zur Linde | Van-Gogh-Straße 1 (Karte)              | 1863 (Gasthaus) | Gasthaus (ehem.); historisches Lokal, ortsgeschichtlich bedeutend. | 09211113 |
|                                         | Zur Schanze | Wasserwerkstraße 1 (Karte)             | um 1708 lt. Chronik (Gasthof)                                                                                               | Anlage über U-förmigem Grundriss, aus zwei parallel zueinander stehenden zweigeschossigen Bauten mit Krüppelwalmdächern, schmalem, niedrigeren Verbindungstrakt und Nebengebäuden; historischer Gasthof, ortsgeschichtlich bedeutend, zudem baugeschichtlich von Belang und ortsbildprägend. | 09211095 |
| Weitere Bilder                          | Wasserwerk Hosterwitz                                                                                                   | Wasserwerkstraße 2 (Karte)             | 1907–1908 (Wasserwerk) | Anlage aus Trinkwasser-Filterhalle (urspr. Kesselhaus), hervorgehoben durch geschwungenes Krüppelwalmdach und Dachreiter, angebautem Maschinenhaus und Kopfbau, länglicher Flusswasser-Filterhalle (urspr. Kohlenlagergebäude), Wohnhaus mit gestaltetem Eingangsbereich, Brunnenhaus, Wohngärten, Pavillons, Pergola, markantem Trinkbrunnen, Torhaus und Einfriedung; gestalterisch äußerst qualitätvolles und einfühlsam in die Elblandschaft gebautes Ensemble, errichtet in den für Stadtbaurat Erlwein typischen Formen, als Bauten des Dresdner Stadtbaurates und als markante Versorgungsbauten vom Anfang des 20. Jahrhunderts baugeschichtlich bedeutend, künstlerisch wertvoll, darüber hinaus ortsbildprägend, in diesem Zusammenhang auch städtebaulich von Bedeutung. | 09211108 |

## Ausführliche Denkmaltexte
1. ↑  
Westlich des Keppgrundausgangs steht in den Hosterwitzer Elbhängen das sogenannte Papstschlösschen. Aufgrund seiner Hanglage verfügt das Gebäude talseitig über einen Natursteinsockel, der annähernd so hoch geraten ist wie das Geschoss des vierachsigen Putzbaues darüber. Mit halbkreisförmigem Fenster und darüber liegender Dachterrasse weicht die westliche Achse von der Gestaltung der unter Walmdach liegenden, östlichen Achsen ab. Dieser östliche Teil der Fassade ist streng symmetrisch aufgebaut, was durch einen Austritt vor der mittleren der drei hochrechteckigen Fenster betont wird. Auf Höhe des Sockels nimmt der Austritt eine Rundbogennische auf, in der ein Brunnenbecken steht. Die Wandflächen erscheinen maßvoll gegliedert durch Lisenen, die in einem verkröpften, stark profilierten Kranzgesims enden.  1801 ließ der am Hof Kurfürst Friedrich Augusts III. in höchste Ämter aufgestiegene Graf Camillo Marcolini das Gebäude als Lusthaus innerhalb einer zeitgleich angelegten, sentimentalen Parkanlage um das heutige Keppschloss errichten. Dessen Vorgängerbau hatte Marcolini bereits 1774 erworben und repräsentativ ausbauen lassen. Am Brüstungsgitter des Austritts ziert noch immer das in Gold gefasste Monogramm des Bauherrn samt Grafenkrone das Lusthaus, das zu seiner Erbauungszeit sehr wahrscheinlich eine Kegelbahn und einen Billardsalon beherbergte. Weil sich im Jahr 1808 der päpstliche Nuntius della Genga, der spätere Papst Leo XII. (1823–1829) hier aufhielt, ist der kleine Bau im Volksmund auch als Papstschlösschen bekannt. Als bauliches Relikt des im späten 18. Jahrhundert angelegten Landschaftsparks ist das ehemalige Lusthaus von bau- und ortsgeschichtlicher Bedeutung. Zudem hält es die Erinnerung an seinen Bauherrn, den einflussreichen Graf Camillo Marcolini wach, worauf seine personengeschichtliche Bedeutung gründet.
2. ↑  
Am Fuße der Hosterwitzer Elbhänge gelegen, entfaltet der langgestreckte Bau des sogenannten Keppschlosses mit seinen drei asymmetrisch über die Fassade verteilten, nach der Sanierung 2004/06 wieder Zinnen bekränzten Türmen ortsbildprägende Wirkung. Stilistisch ist der ursprünglich zweigeschossige, seit den 1960er Jahren zweieinhalbgeschossige Bau aufgrund solch charakteristischer Elemente, wie gotisierender Lanzettfenster oder maßwerkbesetzter Drillingsfenster, der Neogotik zuzuordnen. Die Baugeschichte des äußerlich ins ausgehende 19. Jahrhundert zu datierenden Gebäudes reicht zurück in die zweite Hälfte des 17. Jahrhunderts. Bereits 1586 ist ein Weinberg, seit 1661 ein Weinberghaus an gleicher Stelle verbürgt. Nach dem Erwerb im Jahr 1774 durch Graf Camillo Marcolini, der am Hofe Kurfürst Friedrich Augusts III. unter anderem auch das Amt eines Oberkammerherrn bekleidete, wurde das aus Wohn-, Lust-, Winzerhaus und Weinpresse bestehende Grundstück durch den Bau eines neuen, fünfachsigen Weinberghauses östlich des bestehenden beträchtlich erweitert. Die Baulichkeiten ließ Marcolini von einer sentimentalen Parkanlage, von deren Ausstattungsstücken noch das ehemalige Lusthaus (Am Keppschloß 9) existiert, einfassen. Von den Erben Marcolinis ging die Weinberganlage 1835 an die Baronin von Trautvetter, deren Familie das von nun an Keppschloss genannte Anwesen ab 1850 erweitern und durch einen zwischen den Weinberghäusern vermittelnden Treppenturm ergänzen ließ. Unter dem Folgebesitzer, dem Bankier Robert Thode, wie Marcolini gleichzeitig Besitzer des Plantagengutes, werden die Baulichkeiten von 1861 bis 1863 im Stil der Neogotik überformt und so in ihrer äußeren Wahrnehmung vereinheitlicht.  Nach vielen Besitzwechseln bis 1920, der zwischenzeitlichen Nutzung als Kinderheim sowie als Arbeitsdienst- und Flüchtlingslager während des Zweiten Weltkriegs fanden im Keppschloss nach 1945 zunächst Umsiedler und Ausgebombte Unterkunft. Ab 1963 wurde es vom Rat Dresden als Bezirksschule Luftschutz, später Bezirksschule für Zivilverteidigung genutzt. 1997 ging das vom Freistaat Sachsen für Schulungen der Sächsischen Verwaltungsakademie genutzte Gebäude in Privathand über. Bis 2006 erfolgte der Umbau zu Luxuswohnungen.  Das Keppschloss ist wegen seiner bis ins 17. Jahrhundert zurückreichenden Historie geschichtlich, insbesondere orts- und personengeschichtlich bedeutend. Als hervorragendes Beispiel der auch vom englischen Tudorstil inspirierten Neogotik besitzt es auch einen herausragenden architekturhistorischen Wert und ist zudem mit seiner hohen gestalterischen Qualität künstlerisch von Belang.
3. ↑  
Östlich der in den 1860er Jahren erbauten Königlichen Sommervilla ließ in den Jahren 1876/77 Prinz Georg von Sachsen (1832–1904) die am 8. August 1878 geweihte Kapelle „Mariä Himmelfahrt“ als privaten Andachtsraum für sich und seine Familie errichten. Vorbild für den auf Entwürfe des Innsbrucker Architekten Josef Rokita zurückgehenden, neogotischen Sakralbau war die ebenfalls von Rokita entworfene Königskapelle in Brennbichl bei Imst in Tirol, die Königin Maria von Sachsen 1855 im Gedenken an ihren ein Jahr zuvor tödlich verunglückten Gatten, König Friedrich August II. von Sachsen, am Unfallort errichten ließ.  Mit Strebepfeilern, spitzbogigen Maßwerkfenstern und den Giebel bekrönender Kreuzblume macht der Ziegelbau vielfältige Anleihen bei der norddeutschen Backsteingotik. Aber auch im Innern weist der kleine, über beinahe quadratischem Grundriss errichtete Saal mit leicht eingezogenem, polygonalem Chor eine reiche, historistische Ausstattung auf. Die im Volksmund in Analogie zur Pfarrkirche „Maria am Wasser“ auch „Maria am Wege“ genannte Kapelle ist nicht allein aufgrund ihrer baugeschichtlichen und künstlerischen Bedeutung ein Kulturdenkmal. Durch die enge Verbindung mit dem sächsischen Herrscherhaus der Wettiner kommt ihr auch ein landesgeschichtlicher Wert zu.
4. ↑  
Weithin sichtbar ragt aus den Hosterwitzer Elbhängen der hell verputzte Giebel des 1847/48 als Sommerhaus einer Dresdner Familie errichteten zweigeschossigen Wohnhauses Dresdner Straße 13. Nachweislich ab dem Jahr 1864 verbrachte hier der Schriftsteller und Philosoph Dr. phil. Gustav Kühne die Sommermonate. Regelmäßig lud er in die Hosterwitzer Villa zum Gedankenaustausch unter Dichtern, Malern, Musikern und Gelehrten in den Gesprächskreis „Kühnes Ruhe“ ein. Bis nach 1945 blieb das Haus in seinem Familienbesitz.  Mit flachem Satteldach, großem Dachüberstand sowie Verzierungen an Ortgang und Pfettenenden präsentiert sich die Villa als charakteristisches Beispiel des sich gegen Ende des 19. Jahrhunderts besonders in und um Dresden großer Beliebtheit erfreuenden Schweizerhausstils, worauf die baugeschichtliche Bedeutung der Dresdner Straße 13 gründet. Nach mehreren Umbauten schmückt den Giebel heute nicht mehr der um 1860 dokumentierte Balkon, sondern ein verglaster Wintergarten. Um auf jeder Etage eine separate Wohnung zu ermöglichen, erhöhte man Ende der 1990er Jahre die Zahl der Gauben und schuf zusätzliche Fensteröffnungen im Dachgeschossgiebel. Neben der baugeschichtlichen trägt das Objekt als Zeugnis der in den Dresdner Vororten Ende des 19. Jahrhunderts einsetzenden Bautätigkeit wohlhabender Bürger auch eine ortsentwicklungsgeschichtliche Bedeutung. Die nach adeligem Vorbild entlang der Elbhänge errichteten Sommerhäuser veränderten nachhaltig die ehedem bäuerlich geprägten Dörfer von Loschwitz bis Pillnitz.
5. ↑  
Nachdem die Gemeinde Hosterwitz den westlich des Plantagenguts gelegenen, sogenannten Zweiten Gottesacker aufgrund häufiger Überschwemmungen und des steigenden Bedarfs an Grabstellen um 1867 aufgegeben hatte, legte sie bis zum Jahr 1870 südlich der Dresdner Straße, etwa unterhalb des Keppschlosses den Neuen Friedhof an. Auf einer Fläche von 60 m Breite und 110 m Länge verteilen sich zehn Grabfelder (jeweils circa 20 × 25 m groß), sechs im oberen nördlichen und vier im unteren, mittels einer Mauer abgetrennten südlichen Teil. Die Nordsüdachse des länglichen, durch eine halbhohe Natursteinmauer eingefriedeten Friedhofs wird von einer geschnittenen Lindenallee gesäumt. An zentraler Stelle befindet sich der schlichte, eingeschossige Putzbau der Gottesackerhalle. Nördlich vor dieser ist das 1870/71 als Obelisk errichtete Ehrenmal für die Gefallenen des Deutsch-Französischen Krieges zu finden. Die erfassten Teile des Neuen Friedhofs sind Kulturdenkmale aus orts- und personengeschichtlichen Gründen.
6. ↑  
Auf leicht abschüssigem Terrain wurde 1850 an der Dresdner Straße, Ecke Van-Gogh-Straße ein freistehender, zweigeschossiger Putzbau unter Krüppelwalmdach errichtet. Trotz kleiner baulicher Eingriffe gibt sich das Wohnhaus mit Fensterläden und hölzerner Veranda vor dem Eingang als typischer Bau seiner Entstehungszeit zu erkennen, worauf die baugeschichtliche Bedeutung der Dresdner Straße 36 gründet. Um mehr Wohnfläche im Dachgeschoss zu gewinnen, wurde das Dach, als es 1933 aufgrElbhängeund von faulenden Hölzern ausgetauscht werden musste, steiler und mit Walmgauben anstelle der bauzeitlichen Fledermausgauben neu aufgerichtet. Im Jahr 1955 baute man einen zweiachsigen, überdachten Balkon an die südliche Gartenfassade an (heute Garage im Kellergeschoss, im Erdgeschoss zugesetzt) und erneuerte den Außenputz.
7. ↑  
Das eingeschossige Blockhaus mit Drempel und weit überstehendem Satteldach ist als charakteristisches Beispiel eines in den 1920er Jahren im Heimatstil errichteten Wohnhausneubaues von baugeschichtlicher Bedeutung. Malerisch fügt sich der gegen Süden gerichtete, zweiachsige Giebel, der mit zweiflügeligen Sprossenfenstern, Giebelbalkon und vorkragendem Dachgeschoss typisch ländliche Formen zeigt, in die hügelige Landschaft der Hosterwitzer Elbhänge ein. Der Holzbau erlebte zur Zeit der Weimarer Republik einen Höhepunkt, seine technische Innovation und Verbreitung betreffend. Die in Niesky ansässige Christoph & Unmack AG, die sich seit Beginn des 20. Jahrhunderts zu einem der führenden Unternehmen auf diesem Sektor entwickelte, lieferte den Entwurf für das Holzhaus. In den 1920er Jahren galt die ihren Absatzmarkt zunehmend international ausrichtende Firma bereits als größte Holzbaufabrik Europas. Die industrialisierte Bauweise der Christoph & Unmack AG zeichnete sich insbesondere aus durch ein hohes Maß an technisch-konstruktiver bei gleichzeitig großer baukünstlerischer Qualität. Für das Wohngebäude Dresdner Straße 37 erhielt im September 1927 der Dresdner Lackfabrikant Heinrich Neumann die Baugenehmigung. Nach der bereits im Oktober beantragten Schlussbauprüfung erfolgte im November 1927 die vorläufige Genehmigung der Ingebrauchnahme. In den Jahren 1936/37 ließ der Folgeeigentümer Richard Buban zeitgleich mit einem Kelleranbau eine gestalterisch bemerkenswerte Sandsteineinfriedung mit Bank und Figurennische errichten.
8. ↑  
Bereits zehn Jahre nach dessen Tod im Jahr 1926 wurde in dem um 1720 erbauten Winzerhaus Dresdner Straße 44 eine Gedenkstätte für den Komponisten Carl Maria von Weber eingerichtet, der hier mit seiner Familie die Sommermonate der Jahre 1818/19 und 1823/24 verbracht und die Opern „Euryanthe“ sowie „Oberon“, vermutlich auch wesentliche Teile des „Freischütz“, komponiert hatte. Nachdem sich bereits in den 1920er und 1930er Jahren der Landesverein Sächsischer Heimatschutz dem Gebäude und seiner Geschichte angenommen und nach Rekonstruktion des Zustands um 1830 den Eintrag in die Denkmalliste bewirkt hatte, eröffnete 1948 die Stadt Dresden die heute noch bestehende Carl-Maria-von-Weber-Gedächtnisstätte.  Durch die Verknüpfung des Objekts mit dem Leben und Wirken von Webers verbinden breite Kreise der Bevölkerung einen Erinnerungswert mit dem Anwesen Dresdner Straße 44, worauf dessen personengeschichtliche Bedeutung beruht. Darüber hinaus kommt dem zweigeschossigen, verputzten Massivbau über annähernd T-förmigem Grundriss mitsamt seiner Nebenanlagen als ländlichem Bau barocker Prägung eine baugeschichtliche Bedeutung zu.
9. ↑  
1851 ließ der Obsthändler Samuel Gotthelf Haase das zweigeschossige Wohnhaus mit biberschwanzgedecktem Krüppelwalmdach Dresdner Straße 54 errichten. Dessen nördliche, zur Straße weisende Front zeichnet sich durch in regelmäßigem Abstand angebrachte Traufkonsolen und aufwändige, historisierende Fensterverdachungen mit Muschelmotiv im Erdgeschoss sowie Akroterien, Voluten und Puttenköpfen im Obergeschoss als Hauptschauseite aus. Durch ein bekröntes Drillingsfenster, unter dem zwischen Fruchtgehängen zwei Bildnismedaillons angebracht sind, erfährt die zentrale Eingangsachse der insgesamt fünfachsigen Front eine zusätzliche Mittenbetonung. Die übrigen Putzfassaden sind demgegenüber mit Eckquaderung und einfachem Geschossgesims sparsamer gegliedert.  Von baugeschichtlichem Wert ist das Wohnhaus Dresdner Straße 54 aufgrund seines Zeugniswerts für die bürgerlich-ländliche Architektur um die Mitte des 19. Jahrhunderts. Der noch spätbiedermeierlich geprägte Baukörper zeigt im vermutlich später hinzugefügten Dekor bereits historisierende Tendenzen. Eine im Erdgeschoss gegen den östlichen Giebel stoßende Veranda unter Pultdach sowie ein im rückwärtigen Bereich befindlicher, schmiedeeiserner Austritt stellen spätere Hinzufügungen dar. 1983 ist das ursprünglich als Autoschuppen und Garage genutzte Nebengebäude am Eichbuschweg als Kunstschlosserei umgebaut worden.
10. ↑  
Aufgrund ihrer beachtlichen Länge von circa 150 m prägt die entlang der Dresdner und Herbert-Barthel-Straße verlaufende Natursteinmauer das Hosterwitzer Ortsbild in hohem Maße. Die Mauer friedete bauzeitlich eine im ausgehenden 18. Jahrhundert angelegte, sentimentale Parkanlage mit Ausstattungselementen, wie Lusthaus, künstlicher Ruine und Brunnengrotte, ein. Bauherr war der am Hof Kurfürst Friedrich Augusts III. mit hohen Ämtern betraute Graf Camillo Marcolini, der 1774 bereits den Vorgängerbau des heutigen Keppschlosses erworben hatte und diesen in der Folge repräsentativ mit umgebendem Landschaftspark um- und ausbauen ließ. Aufgrund der zunehmenden Wohnungsknappheit entwarf in den 1930er Jahren der Hosterwitzer Architekt Artur Schniebs einen Teilbebebauungsplan C für den westlichen Teil des Keppschlossgrundstücks (die heutigen Straßen Am Keppschloß, Herbert-Barthel-Straße, Dresdner Straße betreffend). Die dort zwischen 1936 und 1938 errichtete Bebauung hatte diesem zufolge nicht nur bezüglich Hausart, Geschosszahl und Dachart Rücksicht auf das Keppschloss zu nehmen, auch die Einfriedung des ehemaligen Parks musste erhalten werden.
11. ↑  
Am Fuße der Hosterwitzer Elbhänge gelegen, entfaltet der langgestreckte Bau des sogenannten Keppschlosses mit seinen drei asymmetrisch über die Fassade verteilten, nach der Sanierung 2004/06 wieder Zinnen bekränzten Türmen ortsbildprägende Wirkung. Stilistisch ist der ursprünglich zweigeschossige, seit den 1960er Jahren zweieinhalbgeschossige Bau aufgrund solch charakteristischer Elemente, wie gotisierender Lanzettfenster oder maßwerkbesetzter Drillingsfenster, der Neogotik zuzuordnen.  Die Baugeschichte des äußerlich ins ausgehende 19. Jahrhundert zu datierenden Gebäudes reicht zurück in die zweite Hälfte des 17. Jahrhunderts. Bereits 1586 ist ein Weinberg, seit 1661 ein Weinberghaus an gleicher Stelle verbürgt. Nach dem Erwerb im Jahr 1774 durch Graf Camillo Marcolini, der am Hofe Kurfürst Friedrich Augusts III. unter anderem auch das Amt eines Oberkammerherrn bekleidete, wurde das aus Wohn-, Lust-, Winzerhaus und Weinpresse bestehende Grundstück durch den Bau eines neuen, fünfachsigen Weinberghauses östlich des bestehenden beträchtlich erweitert. Die Baulichkeiten ließ Marcolini von einer sentimentalen Parkanlage, von deren Ausstattungsstücken noch das ehemalige Lusthaus (Am Keppschloß 9) existiert, einfassen. Von den Erben Marcolinis ging die Weinberganlage 1835 an die Baronin von Trautvetter, deren Familie das von nun an Keppschloss genannte Anwesen ab 1850 erweitern und durch einen zwischen den Weinberghäusern vermittelnden Treppenturm ergänzen ließ. Unter dem Folgebesitzer, dem Bankier Robert Thode, wie Marcolini gleichzeitig Besitzer des Plantagengutes, werden die Baulichkeiten von 1861 bis 1863 im Stil der Neogotik überformt und so in ihrer äußeren Wahrnehmung vereinheitlicht.  Nach vielen Besitzwechseln bis 1920, der zwischenzeitlichen Nutzung als Kinderheim sowie als Arbeitsdienst- und Flüchtlingslager während des Zweiten Weltkriegs fanden im Keppschloss nach 1945 zunächst Umsiedler und Ausgebombte Unterkunft. Ab 1963 wurde es vom Rat Dresden als Bezirksschule Luftschutz, später Bezirksschule für Zivilverteidigung genutzt. 1997 ging das vom Freistaat Sachsen für Schulungen der Sächsischen Verwaltungsakademie genutzte Gebäude in Privathand über. Bis 2006 erfolgte der Umbau zu Luxuswohnungen.  Das Keppschloss ist wegen seiner bis ins 17. Jahrhundert zurückreichenden Historie geschichtlich, insbesondere orts- und personengeschichtlich bedeutend. Als hervorragendes Beispiel der auch vom englischen Tudorstil inspirierten Neogotik besitzt es auch einen herausragenden architekturhistorischen Wert und ist zudem mit seiner hohen gestalterischen Qualität künstlerisch von Belang.
12. ↑  
Mit Ecknutung und einfachem, konsolgestütztem Kranzgesims als den wesentlichen Zierelementen ist das ansonsten schlicht gehaltene, zweigeschossige Wohnhaus mit Krüppelwalmdach in der Dresdner Straße 101 ein typischer Vertreter der Architektur des Biedermeiers aus der ersten Hälfte des 19. Jahrhunderts. Noch bis gegen Ende dieses Jahrhunderts diente das Gebäude hochrangigen Bediensteten des sächsischen Hofes als Sommerquartier – von 1845 bis 1864 war der Königlich Sächsische Hofmarschall Georg Rudolf von Gersdorff im Besitz der Dresdner Straße 101, anschließend verbrachte hier der Königlich Sächsische Major Bodo von Bodenhausen, der das Haus 1864/65 vergrößern ließ, die Sommermonate. 1887 erwarb der aus Böhmen stammende und bereits seit 1863 mit seiner Familie in Dresden lebende Glaskünstler Leopold Blaschka (1822–1895) das Anwesen. Gemeinsam mit seinem Sohn Rudolf (1857–1939) produzierte er naturwissenschaftliche Lehrmittel aus Glas für museale und universitäre Sammlungen von internationalem Rang. Für das Botanische Museum der Harvard-Universität stellten die Blaschkas über 40 Jahre lang Glasmodelle her, deren Vorbilder Rudolf Blaschka mitunter zuvor auf Reisen in den Vereinigten Staaten und der Karibik skizziert hatte. Neben seinem baugeschichtlichen Wert als Zeugnis des Biedermeiers kommt dem Objekt als langjährige Wohn- und Wirkungsstätte der berühmten Glaskünstler Blaschka auch noch eine personengeschichtliche Bedeutung zu. Im Zweiten Weltkrieg teilzerstört, ist das Haus ab 1999 durch den Förderverein „Blaschka Haus e. V.“ wiederhergestellt worden.
13. ↑  
In seinem Kern geht das in Ecklage zur Straße Am Zuckerhut befindliche Wohnhaus Dresdner Straße 117 zurück auf das Jahr 1724. Damals ließ der Hosterwitzer Pfarrer Johann Christoph Rüdinger das Wohnhaus als erstes an dem von Dresden nach Pillnitz führenden Weg errichten. 1750 und 1752 folgten auf der gegenüberliegenden Straßenseite der Bau des späteren Gasthofs „Zum Kronprinz“ und der des sogenannten Weberhauses. Erst nach dem Anlegen der Königlichen Allee durch die Weinberge im Jahr 1794 mehrte sich die Zahl der Häuser entlang der heutigen Dresdner Straße. Der einfache zweigeschossige Putzbau unter Krüppelwalmdach erhielt durch spätere Anbauten im rückwärtigen Bereich des Grundstücks einen U-förmigen Grundriss. Aufgrund der gestalterisch zurückhaltenden, von niedrigem Natursteinsockel und Traufgesims eingefassten Fassaden sind die in Sandsteingewänden sitzenden, zweiflügeligen Fenster mit Sechserteilung als gestaltprägendes, architektonisches Element von besonderer Bedeutung. Um 1910 erfolgten unter dem damaligen Eigentümer Karl Gottlob Peuckert verschiedene An- und Umbauten, wie der Einbau eines Lebensmittelgeschäfts in der südwestlichen Gebäudeecke oder Dachaufbauten. In die gleiche Zeit datiert auch der Anbau einer auf Pfeilern ruhenden Veranda in Fachwerkbauweise an den östlichen Giebel. Das schlichte, barocke Wohnhaus ist als Zeugnis ländlicher Bauweise des ersten Drittels des 18. Jahrhunderts von baugeschichtlicher Bedeutung.
14. ↑  
Die Villa Dresdner Straße 133 geht in ihren Ursprüngen zurück auf den Leipziger Buchhändler Theodor Oswald Weigel, der um 1860 mehrere, aneinander grenzende Flurstücke in Hosterwitz erwarb, auf denen er 1864 eine zweistöckige Villa über quadratischem Grundriss mit angrenzendem Gärtnerhaus errichten ließ. Von den Erben Weigels kaufte die Villa im Jahr 1895 Oswald Bernhard Junghans, der auf dem Grundstück eine Beeren- und Formobstplantage anlegte. Der Berliner Dr. med. Kurt Große, der 1910 in den Besitz der Villa gelangte, richtete in deren Keller nicht nur Obstlager ein, er ließ auch die benachbarte Villa Dresdner Straße 135, in der er bis 1919 wohnte, errichten. 1919 kaufte der Pelzfabrikbesitzer Georg Franz Hermann Richter die Flurstücke einschließlich der beiden Landhäuser. Während er selbst in der Nummer 135 lebte, ließ er die Dresdner Straße 133 in den Jahren 1921/22 durch den Architekten Johannes Troll als Wohnsitz für seinen Sohn Willy Richter umbauen. Indem Troll dem Bestand einen eingeschossigen, bauplastisch geschmückten Wintergarten an der Südfassade sowie einen Anbau mit Außentreppe in den Garten an der Nordfassade hinzufügte, passte er den schlichten, zweigeschossigen Putzbau über hohem, genutetem und leicht geböschtem Keller- beziehungsweise Sockelgeschoss dem geänderten Repräsentationsbedürfnis an. Die hochrechteckigen Fenster setzen sich mit einfachen, weißen Gewänden und grünen Fensterläden gegen den rosafarbenen Fassadengrundton ab. Gegen Süden beherrscht eine breite, dreiachsige Walmgaube die Fläche des Walmdachs. Zeitgleich mit den Veränderungen an der Villa ließ Richter auch das Nebengebäude zur Autogarage umbauen. Als typischer, durch Reduktion und klare Fassadengliederung überzeugender Landhausbau um die Mitte des 19. Jahrhunderts erlangt die Dresdner Straße 133 baugeschichtliche Bedeutung.
15. ↑  
Nachdem im Sommer 1910 der Berliner Dr. med. Kurt Große den acht Flurstücke umfassenden Besitz von Bernhard Junghans gekauft hatte, reichte er bereits im September des Jahres ein Gesuch zum Bau eines Wohnhauses auf Flurstück Nummer 83 ein. Daraufhin entstand 1910/11 ein repräsentativer, zweigeschossiger Landhausbau unter hoch aufragendem Satteldach nach Plänen des Berliner Architekturbüros Heinrich & Kaprowski. Insgesamt vier polygonale, asymmetrisch um den Baukörper verteilte Anbauten unterschiedlicher Größe und Dachform sowie ein südlicher Seitenrisalit mit steilem Spitzgiebel tragen entscheidend zum herrschaftlichen Erscheinungsbild des Landhauses bei. Die Zierglieder, beispielsweise die partiell um den Baukörper geführten Traufkonsolen oder die vier Halbpfeiler der Nordfront, sind in Jugendstilformen gehalten. Das abseits der Dresdner Straße am Hang liegende Landhaus ist neben seinem baugeschichtlichen Zeugniswert für die großbürgerliche Architektur des beginnenden 20. Jahrhunderts aufgrund seiner hohen architektonischen Qualität außerdem von künstlerischer Bedeutung. Südöstlich der Villa befindet sich ein repräsentativer Ziergarten, der sich insbesondere durch eine mit einer Sandsteinmauer abgefangene und durch eine breite Sandsteintreppe erschlossene Gartenterrasse auszeichnet. Auf dieser befindet sich auch ein in der Mittelachse des Ziergartens angeordnetes, rundes Wasserbecken. Östlich der Villa befand sich wohl der ehemalige Nutzgarten, der sich heute noch durch vier flache Terrassen ablesen lässt. Im östlichen und nördlichen Garten finden sich zahlreiche alte Obstgehölze, mehrere Walnussbäume und eine Esskastanie, die die Leidenschaft seines ehemaligen Eigentümers für Obstanbau bezeugen. Oberhalb des Obstgartens befinden sich noch alte Weinbergmauern. Der Villengarten ist gartenhistorisch und landschaftsgestaltend von Bedeutung.
16. ↑  
Im Osten der Hosterwitzer Flur, an der Ortsgrenze zu Pillnitz liegt das aus drei Gebäuden und einem rückwärtigen Gartengrundstück bestehende Anwesen der ehemaligen Königlichen Sommervilla (Dresdner Straße 145–149). 1836 erwarb Auguste Concordia verwitwete von Pappritz das Flurstück und ließ darauf ein von zwei Nebengebäuden flankiertes Sommerhaus errichten, das sie 1844 an Wolf Adolf August von Lüttichau, Geheimer Rat und Generaldirektor der Hofkapelle und des Hoftheaters, veräußerte. Das unter von Lüttichau umgebaute Landhaus erwarb 1864 Prinz Georg, Herzog zu Sachsen, von dessen Nachfahren.  Mit seinen maßvoll gegliederten Fassaden präsentiert sich das zweigeschossige Landhaus mit Mezzanin und flachem Walmdach (Nummer 149) als typisches Beispiel klassizistischer Villenarchitektur der ersten Hälfte des 19. Jahrhunderts. Vor die mit Ecknutung und Lisenen, Gurt- und Brüstungsgesimsen sowie einem Zahnschnittfries unterhalb des Kranzgesimses zeittypisch rhythmisierten Putzfassaden tritt südlich eine Veranda mit darüber liegendem Balkon. Im Innern befindet sich ein Lichthof mit umlaufenden Gängen, von denen die Räume begehbar sind. Im westlich angrenzenden, langgestreckten Gebäude mit Satteldach (Nummer 147) waren Küche und Wohnraum für Bedienstete untergebracht. Nach dem Abbruch des Vorgängerbaues 1893 wurde das zweigeschossige Gebäude mit Drempel und Fachwerkziergiebel im Schweizerhausstil neu errichtet. Angehörige des Hofes wohnten im 1865 gebauten, westlichsten Gebäude (Nummer 145) des Anwesens. Die auffallend schlicht gehaltenen Fassaden des zweigeschossigen Hauses mit ausgebautem Walmdach sind einzig durch Ecknutung gegliedert.  Bis zum Tod der Prinzessin Mathilde, Herzogin zu Sachsen, blieb das Grundstück im Besitz des Königshauses. Nach 1933 wurden die Gebäude im Innern zu separaten Wohnungen umgebaut. Als Ensemble, dessen Erbauungszeit von der ersten Hälfte bis zum Ende des 19. Jahrhunderts datiert, ist das Villengrundstück baugeschichtlich bedeutend. Ferner besitzt die ortsbildprägend am Hang erbaute Anlage über ihre Nutzungsgeschichte als ehemalige Königliche Sommervilla auch landesgeschichtliche Bedeutung.
17. ↑  
Für das am Eichbuschweg auf Parzelle 92a liegende „Einfamilien-Landhaus“ stellte im Mai 1927 der Hosterwitzer Architekt Johannes (Hans) Max Troll (1882–1968) das Baugesuch. Bereits im September des gleichen Jahres meldete er die Vollendung seines im Heimatstil errichteten Wohnhauses. Auf einem zweigeschossigen, hell verputzten Unterbau mit flachem Natursteinsockel und farblich abgesetzter Eckrustika sitzt ein annähernd gleichhohes, steil ansteigendes Biberschwanzwalmdach. Aus diesem ausgeglichenen Verhältnis von Unterbau und Dach in Verbindung mit der zurückhaltend eingesetzten Gliederung resultiert maßgeblich die gediegene, ländliche Erscheinung des Baues. Als bemerkenswertes Detail tritt an der nordöstlichen Gebäudeecke eine mit niedrigerem Kegeldach abschließende Auslucht über halbkreisförmigem Grundriss aus dem rechteckigen Gebäudegrundriss hervor. Die gegen Süden gerichtete Langseite gestaltete Troll mittels eines auf Pfeilern gelagerten Austritts – unter dem wettergeschützt der Eingang liegt – und eines axial darüber angeordneten, expressionistisch anmutenden, spitzen Zwerchgiebels als Hauptschauseite. Störend wirkt einzig die in späterer Zeit an die nördliche Hauswand gebaute Garage. Aufgrund seiner zeittypischen, versachlichten Formensprache kommt dem Landhaus Eichbuschweg 2 baugeschichtliche Bedeutung zu.
18. ↑  
Auf ehemaligem Weinberg- und Feldland südlich der Dresdner Straße ließ im Jahr 1862 der Dresdner Bürger Friedrich Krohn ein zweistöckiges Gebäude mit südlich anschließendem Kutscherhaus errichten. Nach einem grundlegenden Umbau in den Jahren 1873/74 präsentiert sich der am heutigen Eichbuschweg gelegene Bau unter flachem, schiefergedecktem Walmdach als repräsentative Villa in Anlehnung an die italienische Renaissance. Über dem Natursteinkellergeschoss erheben sich ein gequadertes Erdgeschoss mit Segmentbogenfenstern und ein piano nobile mit Rundbogenarkaden beziehungsweise von Dreiecksgiebeln bekrönten Fenstern. Durch einen umlaufenden Fries aus Kränzen und Festons unterhalb der Traufe gewinnt das Hauptgeschoss zusätzlich an Höhe. Zum südlich liegenden Garten öffnet sich das Gebäude mittels einer dreiachsigen Rundbogenloggia im Ober- und einer Freitreppe mit Podest im Erdgeschoss.  Von den Erben des Erbauers erwarb 1895 der Dresdner Fabrikant Friedrich Ernst Böhme das Anwesen, an dem er 1897 einige Anbauten und Veränderungen durchführen ließ. Nach dem Tod seiner Witwe Frida Böhme im Jahr 1940 wurde die Villa 1942 an die NS-Volkswohlfahrt e.V. verkauft. Seit Ende des Jahres 1945 wird das vormalige Sommerhaus Eichbuschweg 7 als Kinderheim genutzt. Als Zeugnis großbürgerlich- repräsentativer Architektur am Ende des 19. Jahrhunderts ist die ehedem als Sommerhaus genutzte Villa baugeschichtlich und künstlerisch bedeutend.
19. ↑  
Auf einer 1897 datierten Zeichnung wird das hoch am Hang gelegene Landhaus Hohe Leite 5 nach seinem Bauherrn und Bauausführenden, dem Düsseldorfer Architekten Wilhelm Reinhard Schreyer, als „Berg-Villa Schreyer“ bezeichnet. Wiederholte Planänderungen führten dazu, dass die Fertigstellung des späthistoristisch geprägten Baus wohl erst 1900 gelang. Im Grundriss setzt sich die im Volksmund auch „Himmelsburg“ genannte Villa zusammen aus einem breiten, in Nord-Süd-Richtung orientierten Gebäudeteil mit Krüppelwalmdach und einem quergelagerten, schmaleren Gebäudeflügel mit Satteldach. Dagegen wirkt der Aufriss durch die unterschiedliche Höhe der Gebäudeteile, das Vor- und Zurückspringen unterschiedlicher Bauteile, wie Eckerker, Ziergiebel und Schleppgauben sowie die Wahl verschiedener Baumaterialien und Fensterformen derart malerisch, dass die Villa entfernt an die gewachsene Silhouette einer Burg erinnert. Nicht nur als baugeschichtliches Zeugnis des Späthistorismus ist die Berg-Villa von Bedeutung, die baulichen Details sind darüber hinaus von solcher Qualität, dass dem Objekt auch ein künstlerischer Wert beigemessen werden muss.
20. ↑  
Nachdem im Juli 1909 der Bauherr Oscar Wunderlich die Genehmigung erhalten hatte, war das nach Plänen des in Dresden-Plauen firmierenden Architekten Johannes Mutze errichtete Landhaus Hohe Leite 7 nach nur einem knappen halben Jahr Bauzeit bereits im November 1909 bezugsfertig. Auf dem steilen Hanggrundstück ließ sich der Dresdner Kaufmann ein Landhaus in Form eines freistehenden, traufständigen Putzbaues unter Mansardwalmdach errichten.  An den sparsam gegliederten drei- beziehungsweise einachsigen Fassaden kontrastierten bauzeitlich rechteckig um die Fensteröffnungen angelegte Putzfelder in Kammzugtechnik (heute in Feinputz) mit flächig aufgebrachtem, gezogenem Rauputz. Vor die nach Süden gerichtete Hauptfront springt ein flacher, zentraler Eingangsrisalit (Türblatt bauzeitlich) mit wellenförmig abschließendem Giebel und Kugelaufsatz. Diesem wiederum vorgelagert ist ein Altan mit figürlich geschmückter, zweiläufiger Freitreppe und ebenfalls figural verziertem Austritt im Obergeschoss. Das Hosterwitzer Landhaus Hohe Leite 7 besticht durch einen klaren, architektonischen Aufbau, der in einem reizvollen Spannungsfeld mit dem akzentuierend eingesetzten Bauschmuck und den wechselnden Oberflächenstrukturen steht. Als zeittypisches Beispiel des Reformstils ist das Objekt von baugeschichtlicher Bedeutung.
21. ↑  
Das im unteren Bereich des Keppgrundes in einem Talkessel liegende Wohnhaus mit massivem Erdgeschoss und Fachwerkoberstock war vermutlich seit seiner Erbauung im Jahr 1812 bis zum Jahr 1960 durchgehend als Gastwirtschaft in Betrieb. Wurden anfangs den im Keppgrund Erholung suchenden Wanderern Erfrischungen nur in einem kleinen Raum des Hauses sowie an Tischen im Freien gereicht, erweiterte man das Gebäude gegen Ende des 19. Jahrhunderts um einen Gesellschafts- und Billardsaal sowie Gästezimmer. In den 1930er Jahren wurde die Restauration, die von seinem damaligen Besitzer Max Rudolf Alt den Namen „Keppschlößchen“ erhielt, um weitere Gästezimmer, einen Bierkeller und eine Garage erweitert. Dem ortsbildprägend eingangs des Keppgrundes gelegenen Objekt kommt aufgrund seiner historischen Funktion als am Wanderweg gelegene Einkehr für Sommerfrischler ortsgeschichtliche Bedeutung zu. Zudem ist das Bauwerk, dessen Satteldach beidseitig mittig je ein großes Zwerchhaus trägt, ein Zeugnis der Volksbauweise zu Beginn des 19. Jahrhunderts und deshalb von baugeschichtlichem Wert.
22. ↑  
In unmittelbarer Nähe zur Hosterwitzer Pfarre und der Kirche Maria am Wasser liegt die ehemalige Kirchschule, deren Bau notwendig wurde, nachdem ein im August 1847 am Ende der Kirchgasse ausgebrochenes Feuer zwei Höfe, das Pfarrgut und die alte Kirchschule vernichtet hatte. Daraufhin kaufte der spanische Konsul Friedrich Wilhelm Finke aus Bremen, seit 1864 Besitzer des Plantagengutes, sowohl das an seinen Besitz grenzende alte Schulgrundstück als auch das 1.162 m² große, vormals Seidenmachersche Gut, von dem er ein Drittel für die Verlegung der Kirchgasse an die Gemeinde sowie weitere 800 m² an das Pfarrlehn abtreten musste. Das im Jahr 1865 (1866) auf dem Pfarrlehn errichtete, von Konsul Finke gestiftete neue Schulgebäude stellt einen schlichten, zweigeschossigen Putzbau unter Walmdach dar. Die zentrale Eingangsachse der fünfachsigen, östlichen Traufseite tritt mit flachem Risalit, Freitreppe und konsolgestütztem geraden Gebälk über Tür und Fenster im Obergeschoss gestalterisch hervor. Im Erdgeschoss befanden sich beidseitig eines den Grundriss mittig teilenden Korridors zwei Unterrichtsräume, im Obergeschoss die Lehrerwohnung. Rückwärtig war in einem Anbau unter abgeschlepptem Dach die Toilette untergebracht. Bis zur Vereinigung der Schulgemeinden von Pillnitz und Hosterwitz im Jahr 1920 wurde die Kirchgasse 4 als Schulgebäude genutzt. Ab 1932 diente sie der Kirchgemeinde Hosterwitz als Gemeindehaus. Der ehemaligen, heute als Wohnhaus genutzten Kirchschule von Hosterwitz kommt aufgrund ihrer historischen Funktion im Gemeinwesen ortsgeschichtliche Bedeutung zu. Das in spätklassizistischen Formen gestaltete Bauwerk ist zudem baugeschichtlich und als Teil des malerischen Ensembles aus Kirche, Pfarre und Kirchschule zudem landschaftsgestaltend von Belang.
23. ↑  
Zentral im alten Dorfkern von Hosterwitz gelegen, bildet das Wohnhaus Kirchgasse 5 zusammen mit der benachbart gelegenen Kirche Maria am Wasser, dem Pfarrhaus und der Schule ein einzigartiges malerisches Ensemble. Bei dem zweigeschossigen Putzbau unter steil ansteigendem, mit Muldenfalzziegeln gedecktem Walmdach handelt es sich vermutlich um das älteste Gebäude im Dorf, worauf seine ortsgeschichtliche Bedeutung gründet. Neben der großen Tiefe des über rechteckigem Grundriss errichteten Baukörpers und dem hohen Dach lässt auch das kreuzgratgewölbte Erdgeschoss auf ein hohes Alter des formal dem ländlichen Barock zuzuordnenden Baues schließen. Aufgrund des nur geringen Veränderungsgrads, zu dem vor allem das nicht ausgebaute Dach beiträgt, ist das Objekt ein hervorragendes Zeugnis seiner Erbauungszeit und damit auch baugeschichtlich von Bedeutung.
24. ↑  
In unmittelbarer Nachbarschaft zu Kirche und ehemaliger Schule befindet sich das Hosterwitzer Pfarrhaus innerhalb des historischen Dorfkerns. Dem schlichten, zweigeschossigen Putzbau mit Walmdach kommt aufgrund seiner besonderen, öffentlichen Funktion ortsgeschichtliche Bedeutung zu. Gegliedert werden die fünf- beziehungsweise dreiachsigen Fassaden durch ein kräftiges, werksteinernes Gurtgesims und die in Sandsteingewänden sitzenden, sechsteiligen Fenster, die im Erdgeschoss durch Verdachungen in Form geraden Gebälks akzentuiert werden. Die Errichtung des Pfarrhauses durch den Maurermeister Eduard Beeger im Jahr 1882 belegt eine straßenseitig unterhalb des Gurtgesimses angebrachte Inschrift.
25. ↑  
Westlich des Hosterwitzer Kirchhofs stoßen giebelständig Wohn- und Nebengebäude eines ehemaligen, im Jahr 1579 erstmals erwähnten Halbhufengutes an die Kirchgasse. Zwischen sich bilden die beiden parallel zueinander angeordneten Gebäude einen gegen die Straße eingefriedeten Hofraum aus. Die schlichten Putzfassaden des 1848 errichteten, zweigeschossigen Wohnhauses mit biberschwanzgedecktem Satteldach stehen beispielhaft für die ländlich bäuerliche Architektur um die Mitte des 19. Jahrhunderts, weshalb das Objekt baugeschichtlich von Belang ist. Einzig die steinsichtigen Werksteinteile, nämlich die aus Sandstein gefertigten, einfachen Fenster- und Türgewände sowie das Traufgesims, setzen sich gliedernd gegen den ockergelben Putzton ab. Bemerkenswert ist weiterhin das Sandsteinrelief eines Segelschiffs, das als Spolie ungeklärter Herkunft den Giebel schmückt. Als Teil der historischen Bebauung innerhalb des historischen Dorfkerns von Hosterwitz trägt das Wohnhaus Kirchgasse 9 zudem ortsgeschichtliche Bedeutung. Das eingeschossige Nebengebäude mit Drempel und Satteldach ist aufgrund der beträchtlichen, nicht denkmalgerecht erfolgten Eingriffe in die Bausubstanz kein Einzeldenkmal.
26. ↑  
Kriegerdenkmal: Hinterfangen von mächtigen Trauerweiden steht das nach Plänen des Architekten Artur Schniebs errichtete Denkmal am Rand eines kleinen, durch Hainbuchenhecken von der Straße abgeschirmten Platzes. Über einer Basis aus mittelgroßen Feldsteinen erhebt sich ein 70 Zentner schwerer Findling mit der Inschrift „1914–1918“. An den Sockelsteinen angebracht sind zwei Bronzetafeln mit den Namen der 35 im Krieg gefallenen Hosterwitzer Bürger, die der Loschwitzer Kunstbildhauer Curt Siegel entwarf. Die sämtlich aus dem Keppgrund stammenden, für die Hosterwitzer Gegend typischen Granitblöcke bearbeitete der ebenfalls aus Loschwitz stammende Steinbildhauer Paul Jäckel. Die das Denkmal rahmende Grünanlage gestaltete der Gärtner Oskar Räde. Ein Jahr nach der Grundsteinlegung beging man am 29. Juli 1934 die feierliche Enthüllung im Beisein der Hinterbliebenen. Aufgrund seiner Bedeutung für die Ortsgeschichte ist das Hosterwitzer Gefallenendenkmal ein eingetragenes Kulturdenkmal.
27. ↑  
Am westlichen Rand des historischen Hosterwitzer Ortskerns befindet sich das sogenannte Plantagengut (Laubegaster Straße 2), das Ende des 17. Jahrhunderts durch den Hoffourier und Herold August Zenker und seine Frau Johanna Elisabetha gegründet wurde. In nur wenigen Jahren erwarb das Paar vier benachbarte Höfe, die infolge der großen Pest 1680 wüst gefallen waren. Die von der Jahreszahl 1689 begleiteten Zenkerschen Initialen im Schlussstein des Torbogens verweisen heute noch auf die damalige Gründung des Gutes, zu dem mehr als ein Drittel der Nutzfläche des Dorfes Hosterwitz gehörte. Beginnend mit dem Hofbildhauer Lorenzo Mattielli, der hier um die Mitte des 18. Jahrhunderts seine Werkstatt einrichtete, steht die Geschichte des Plantagengutes in enger Verbindung mit den Viten herausragender, sächsischer Persönlichkeiten. In der zweiten Jahrhunderthälfte experimentierte zunächst Premierminister Reichsgraf von Brühl mit dem Anbau von Tabak, wenig später wurde auf dem Gut eine Maulbeerbaumplantage samt Seidenraupenzucht, ab 1800 von Camillo Graf Marcolini geführt, betrieben.  Die heutige Bebauung, bestehend aus einer Villa im Schweizerstil und einem zweigeschossigen, walmgedeckten Wirtschaftsgebäude, geht zurück auf den Bankier Robert Thode, der das alte Herrenhaus nach Übernahme des Grundstücks im Jahr 1859 abreißen und ersetzen ließ. Der in gebrochenem Gelb gefasste Putzbau der Villa teilt sich in einen zweigeschossigen, turmartigen Gebäudeteil über annähernd quadratischem Grundriss und einen südlich anschließenden, eingeschossigen Flügel mit Drempel. Während der turmartige Trakt ein Zeltdach mit großem Dachüberstand und traufstützenden Holzkonsolen trägt, liegt auf dem südlichen Flügel ein flach geneigtes Satteldach. Aufgrund seiner einst etwa die Hälfte der Flur Hosterwitz umfassenden, ausgedehnten Ländereien und der politisch sowie kulturell einflussreichen Besitzer ist das ehemalige Plantagengut von ortsgeschichtlicher und personengeschichtlicher Bedeutung. Daneben kommt dem Bau als Zeugnis des im Villenbau beliebten Schweizerstils auch baugeschichtliche Bedeutung zu.
28. ↑  
Das aus zwei rechtwinklig zueinander angeordneten, freistehenden Gebäuden bestehende Anwesen an der Laubegaster Straße 5/7 ist als ehemaliges Sommerhaus des Leipziger Juristen und Hochschullehrers Dr. Johannes Emil Kuntze, Abkomme einer angesehenen, bürgerlichen Familie des Landes, von personengeschichtlicher Bedeutung. Ab 1872 verbrachte Kuntze die Sommermonate mit seiner Frau Marie Elisabeth, der Tochter des Hosterwitzer Pfarrers Dr. Eduard Weber, im sogenannten Marienhof (Nummer 5). Den benachbarten Elsenhof (Nummer 7) vermietete das Paar ebenfalls an Sommergäste. Die zweigeschossigen Wohngebäude unter Satteldach sind mit ihren schlichten Putzfassaden, die allein durch die Fenstereinschnitte und die steinsichtigen Werksteinteile, wie Fenstergewände und Traufgesims, belebt werden, typisch für die ländliche Architektur der ersten Hälfte des 19. Jahrhunderts, worauf ihre baugeschichtliche Bedeutung gründet. Bauliche Veränderungen der zweiten Jahrhunderthälfte, wie etwa der Anbau eines hölzernen Wintergartens an die Südfassade des Marienhofs, erfolgten im Zusammenhang mit der Nutzung als Sommerhaus.
29. ↑  
Das im Jahr 1857 als Landhaus errichtete Gebäude Laubegaster Straße 10 steht, den Blicken der Vorbeigehenden weitestgehend entzogen, an der südlichen, der Elbe zugewandten Grundstücksgrenze. Der zweigeschossige Putzbau, dessen Fassaden nur durch den niedrigen Sandsteinsockel und die Achsen der in Sandsteingewänden sitzenden, zweiflügeligen Fenster mit Sechserteilung gegliedert sind, ist in seiner Schlichtheit ein typisches Beispiel spätklassizistischer, ländlicher Bauweise um die Mitte des 19. Jahrhunderts, worauf seine baugeschichtliche Bedeutung gründet. Straßen- und elbseitig zeigt das biberschwanzgedeckte Satteldach mittig je einen Dacherker (der nördliche walm- der südliche sattelgedeckt). Von 1930 bis 1982 lebte der Maler Leopold Heinrich Klemm (1894–1982), der Dresdner und insbesondere Hosterwitzer Motive in seinen Bildern festhielt, in der Laubegaster Straße 10.
30. ↑  
Das charakteristische Landhaus Laubegaster Straße 15 in Dresden, OT Hosterwitz wurde 1863, datiert in der Laibung des Hauseingangs, von Maurermeister (Baumeister) Eduard Beeger errichtet, auf den einige Gebäude im Bereich des Elbhanges zurückgehen. Beeger hat das Haus mit Nebengebäude für sich selber gebaut. Es handelt sich um einen für seine Zeit schlichten, typischen Bau. Entscheidend für die Denkmaleigenschaft ist die in Teilen noch vorhandene Ausstattung aus der Entstehungszeit, wie die alten Dielenböden, Geländer, Stufen und Tragkonstruktion(en) im Treppenhaus, alte Türen sowie „illusionistische“ Deckenmalereien unter der weißen Tünche (auf jeden Fall in einem Raum, dort in Teilen freigelegt).  Baumeister Eduard Beeger (1833–1907) war von 1872 bis 1892 Gemeindeältester von Hosterwitz. Im Jahre 1888 hat er im Auftrag des Gemeindevorstandes das Armenhaus an der heutigen Van-Gogh-Straße umgebaut. Er war Initiator des örtlichen Feuerlöschverbandes, das Amt als dessen Vorsitzender legte Beeger 1903 nieder. Der Baumeister projektierte und errichtete 1892 für das Kesselhaus des Dampfsägewerks Kuhnert einen freistehenden Schornstein. Darüber hinaus schuf er eine Vielzahl von Gebäuden, die sich durch einen klaren Aufbau und eine einfache Außengestaltung auszeichnen. Erwähnenswert ist die nahe gelegne Kirchgasse 6, das Pfarrhaus von Hosterwitz als eines seiner Werke. Er hat auch in Niederpoyritz und Pillnitz gebaut. In der Hosterwitzer Chronik von Sieghart Pietzsch findet sich eine Biographie zu Friedrich Wilhelm Eduard Beeger.
31. ↑  
Wo sich zwischen Elbe und westlichem Ende der Maille-Bahn seit Beginn des 19. Jahrhunderts ein mit Wohnhaus bebauter Lager- und Zimmerplatz befand, ließ ab 1854 der Königlich Sächsische Generalmajor Karl Heinrich von Einsiedel (1783–1860) eine Villa für seine Sommeraufenthalte in Hosterwitz errichten. 1864 verkaufte dessen Witwe das Anwesen, das dato aus einem Mittelbau samt westlichem Anbau bestand, an den Wirklichen Sächsischen Geheimrat Otto Julius von Tschirschky und Bögendorff (1818–1903). Unter diesem wurde der Gebäudekomplex um einen östlichen Flügel mit untergeordneten Räumen für das Dienstpersonal zu einem U-förmigen Grundriss erweitert. Im gegenüberliegenden, zweigeschossigen Westflügel befanden sich die herrschaftlichen Wohnräume, während den Mittelteil, der sich mit Rundbogenfenstern und heute zugesetzten Ausgängen großzügig zur Elbterrasse öffnet, auch heute noch der Saal dominiert. Nach dem Tod des Vaters im Oktober 1903 erbte der Sohn Heinrich Leonard von Tschirschky und Bögendorff, Kammerherr und außerordentlicher und bevollmächtigter Kaiserlicher Botschafter in Wien (1858–1916), das Grundstück. Dieser veranlasste 1913 den Abbruch und Wiederaufbau des westlichen Flügels. Nach einer Jahrzehnte währenden Nutzung als Mehrfamilienhaus ab den 1920er Jahren ist seit 1962 ein Seniorenheim in den Räumen des vormaligen, adeligen Sommersitzes untergebracht. Von 1999 bis 2001 wurde der einst im östlichen Teil des Grundstücks liegende Park mit einem neuen Pflegeheimkomplex bebaut. Der westliche Teil des weitläufigen Villengrundstücks wurde spätestens seit 1868 durch eine Obstplantage geprägt. Die Villa Maille-Bahn 2 ist durch ihre Verbindung mit den Viten bedeutender, sächsischer Persönlichkeiten nicht nur personengeschichtlich von Interesse. Aufgrund der ausgesprochen anspruchsvollen Neorenaissancearchitektur der Elbfront und der vielen erhaltenen Ausstattungsdetails ist sie auch künstlerisch bedeutend. Vor allem der Saal stellt ein gelungenes Zitat italienischer Renaissancevillen dar.
32. ↑  
Nachdem 1868 der Berliner Kaufmann Adolf Meyer ein zwischen Elbe und Maille-Bahn gelegenes Feldgrundstück in Hosterwitz erworben hatte, ließ er dieses in den Jahren 1869/70 analog den benachbarten Grundstücken mit einer Villa bebauen. Kurze Zeit später, im Jahr 1870, folgte der Bau eines Gärtnerwohnhauses mit Waschküche entlang der Maille-Bahn. Als Schenkung der Tochter Adolf Meyers, der Gräfin Babette von Kalckreuth, geriet das Anwesen im Jahr 1908 an den in Berlin ansässigen Verein „Viktoriahaus für Krankenpflege“, der im Folgejahr Haupt- und Nebengebäude nach Plänen des Dresdner Architekten Prof. Fritz Schumacher umbauen ließ. Aufgrund des durch die Nutzungsänderung gestiegenen Raumbedarfs wurde das bauzeitliche Walmdach durch ein ausgebautes Mansarddach ersetzt. Im Erdgeschoss des Nebengebäudes wurde anstelle von Pferdestall und Wagenremise ein Waschhaus mit Plättkammer eingerichtet. Während die Villa in der Nachkriegszeit stark überformt wurde und deshalb kein Denkmal ist, kommt dem Nebengebäude wegen seiner qualitativ hochwertigen, historistischen Architektur und des nur geringen Veränderungsgrads ein baugeschichtlicher Wert zu. Der unter einem Satteldach liegende Mittelteil des längsrechteckigen, eingeschossigen Gebäudes mit Drempel wird gerahmt von leicht erhöhten Seitenrisaliten unter Querdächern. Mit großem Dachüberstand sowie verzierten Kopfbändern und Pfettenenden ist das aus Sandsteinquadern gemauerte Gebäude ein typisches Beispiel des besonders in und um Dresden beliebten Schweizerhausstils.
33. ↑  
Die Pillnitzer Landstraße 298 in Dresden-Hosterwitz entstand in den 1920er Jahren. Das als „Blockhaus Dresden-Hosterwitz“ bezeichnete Gebäude ist eines der Vorzeigeobjekte der Firma Christoph & Unmack AG aus Niesky. Es findet sich auf der Titelseite eines Verkaufskataloges der Firma mit dem Titel „Nordische Blockhäuser“ sowie mit Grundrissen auf S. 31 der gleichen Veröffentlichung. Der markante Bau hat sich mit zahlreichen Interieurs weitgehend ursprünglich erhalten. Er ist als Werk der Firma aus Niesky und als zeittypisches Holzhaus baugeschichtlich bedeutend. Das gestalterisch anspruchsvolle Haus hat auch einen künstlerischen Wert, zumal hinter dem Entwurf möglicherweise ein namhafter Architekt steckt.
34. ↑  
Nachdem in den Jahren 1905/06 zwei Entwürfe des Baumeisters Hermann Winkler, Sohn der Bauherrin Bertha Winkler, von der Amtshauptmannschaft Dresden-Neustadt aufgrund verschiedener Mängel zurückgewiesen worden waren, beabsichtigte dieser, den aus Laubegast stammenden Baumeister Frauenlob mit dem Entwurf beauftragen zu wollen, sodass der schlichte Putzbau mit den beiden vor der Süd- und Ostfassade errichteten Holzveranden, polygonalem Eckturm und ländlich anmutendem Krüppelwalmdach vermutlich auf diesen zurückgeht. Mittels der später auch vom Obergeschoss begehbaren Veranden, eines in das zweite Turmobergeschoss integrierten Austritts und eines vermutlich nachträglich angebauten Balkons am östlichen Giebel wird eine architektonische Verbindung von Innen und Außen erzielt, die bereits für die als Vorbild der bürgerlichen Sommerquartiere herangezogenen Sommerhäuser des Adels charakteristisch war. Das Objekt Pillnitzer Landstraße 309 zeugt von einer in Hosterwitz gegen Ende des 19. Jahrhunderts infolge der gestiegenen Zahl an Sommergästen einsetzenden Bautätigkeit, worauf seine orts- und baugeschichtliche Bedeutung gründet (LfD/2015).
35. ↑  
Am südlichen Ende der Van-Gogh-Straße (ehem. Bergstraße), Ecke Laubegaster Straße, liegt der ehemalige Gasthof „Zum Lindengarten“, der im Jahr 1863 von Aloysius Eduard Krömer als Wohn- und Gasthaus errichtet, bis 1955 ohne Unterbrechung als Gaststätte geführt wurde. 1878 ergänzte der Wirt und Hausbesitzer Max Gottlieb Troll das Haupthaus um ein Nebengebäude, das er 1884 baulich mit dem Hauptgebäude verbinden ließ. Eine weitere Umbauphase ist für die Jahre nach 1892 belegt.  Die straßenseitigen Ansichten des zweigeschossigen Eckgebäudes mit verbrochener Ecke und schiefergedecktem Walmdach entsprechen im Wesentlichen noch dem um 1930 fotografisch dokumentierten Zustand. Weitestgehend schmucklos präsentieren sich die von schmaler Sockelzone und einfachem Traufgesims gerahmten fünf beziehungsweise sieben Achsen zählenden Putzfassaden mit einachsigem Gebäudevorsprung an der nordöstlichen Ecke. Im Vergleich mit den einfachen Sandsteingewänden des Erdgeschosses sind die Fenstereinfassungen des Obergeschosses mit profilierten Gewänden, einfachen Verdachungen und konsolgestützten Sohlbänken aufwändiger gestaltet. Den Dachraum des nordsüdlich gerichteten Flügels belichten zwei von Voluten gerahmte Giebelgauben. Ein um 1930 über der verbrochenen Ecke liegendes turmartiges Walmdach ist allerdings nicht auf uns gekommen. Gartenseitig schließt schiefwinklig ein länglicher Trakt an die nördliche Gebäudeecke an. Vermutlich handelt es sich bei diesem Anbau um das Nebengebäude von 1878.  Die Van-Gogh-Straße 1 ist in ihrer ursprünglichen Funktion als Gasthof des Dorfes Hosterwitz von ortsgeschichtlicher Bedeutung. Nicht nur bei den Hosterwitzern war der „Lindengarten“ um die Wende vom 19. zum 20. Jahrhundert ein beliebter Treffpunkt. Aufgrund seiner verkehrsgünstigen Lage an der Laubegaster Straße, der ehemaligen Hauptstraße des unteren Dorfes, stärkten sich hier auch viele von Dresden mit der Fähre über die Elbe setzende Ausflügler und Sommerfrischler.
36. ↑  
An der Kreuzung von Wasserwerk- und Laubegaster Straße (früher Schanzweg) liegt der ehemalige Gasthof „Zur Schanze“. Der vom Dorf Hosterwitz entlang der Elbe nach Westen verlaufende Schanzweg erreichte auf Höhe des um 1708 errichteten Gasthofs die bereits seit 1548 nachweisbare Fährverbindung nach Laubegast. An der Westfassade des Gebäudes erinnert heute noch ein im Jahr 1959 von Studenten der Hochschule für Bildende Künste Dresden unter Leitung von Professor Werner Hoffmann geschaffenes Sgraffito an die nicht mehr existente „fliegende“ Fähre. Bis zum Jahr 1949 war der über U-förmigem Grundriss errichtete Gebäudekomplex mit kurzen Unterbrechungen als Gasthof in Betrieb. Während der 1920er Jahre baute die Stadt Dresden zwischenzeitlich Wohnungen für Beschäftigte des nahe gelegenen, 1906/08 gebauten Städtischen Wasserwerks in den Gasthof ein. Nach Schließung des Gasthofs bezog von 1952 bis 1992 zunächst ein Kindergarten das Gebäude, das nach mehrjährigem Leerstand um 2000 zu Wohnungen umgebaut wurde. Der ländlich anmutende Gebäudekomplex, bestehend aus zwei parallel zueinander stehenden, zweigeschossigen Putzbauten unter Krüppelwalmdach, die im Osten durch einen etwas niedrigeren, zweigeschossigen Trakt mit Satteldach verbunden sind, ist als Zeugnis barocker Bauweise zu Beginn des 18. Jahrhunderts baugeschichtlich bedeutend. Im rückwärtigen, östlichen Bereich ist die Anlage sukzessive durch Nebengelasse über winkelförmigem Grundriss erweitert worden. In den weiten Elbwiesen gelegen, entfalten die voluminösen Baukörper des ehemaligen Gasthofs, der aufgrund seiner langen Tradition und der Bedeutung für den Fremdenverkehr des späten 19. Jahrhunderts zudem ortsgeschichtlich bedeutend ist, eine ortsbildprägende Wirkung.